# Chino yue
El chino yue (también llamado ambiguamente chino cantonés, en chino tradicional, 粵語; en chino simplificado, 粤语; pinyin, yuèyǔ (en mandarín); jyutping, jyut6jyu5 (en cantonés); Yale cantonés, yuhtyúh) es una de las agrupaciones dentro de las lenguas siníticas que incluye, entre otros, al cantonés, al toisanés o el goulou. Por su similitud, el pinghua solía ser clasificado dentro del grupo yue, pero desde 1980 se clasifica como una variedad de chino separada.
A veces se utiliza la denominación cantonés para todo el grupo pero los lingüistas prefieren reservar este nombre para la variedad de Cantón, Hong Kong y Macao, donde es el dialecto de prestigio. El nombre yuè (粵) corresponde al nombre de un reino antiguo situado en la actual provincia de Guangdong, por ello se utiliza hoy en día como abreviatura del nombre de esta provincia (en las matrículas de los coches, por ejemplo). 
Las variedades yue no son mutuamente inteligibles con otras variedades del chino, y tampoco son mutuamente inteligibles dentro de la familia yue. Se encuentran entre las variedades más conservadoras con respecto a las consonantes finales y las categorías tonales del Chino medio, pero han perdido varias distinciones en las consonantes iniciales y los deslizamientos mediales que otras variedades chinas han conservado.

## Aspectos históricos, sociales y culturales
Aunque la tradición china prefiere hablar de dialectos (方言, fāngyán, fong1 jin4) al referirse a las variedades del chino hablado, la inteligibilidad mutua entre éstas es prácticamente nula por lo que los lingüistas consideran al "chino" propiamente como una familia lingüística, la familia sinítica, y no una lengua única.
El cantonés es una variedad sinítica bastante conservadora que retiene un buen número de las características del chino antiguo. De hecho, se considera que el cantonés es más cercano a formas antiguas que la mayoría de las otras variantes, tales como el chino mandarín estándar. Ello se refleja, por ejemplo, en el hecho curioso de que la poesía antigua china, cuya pronunciación original se conoce imperfectamente, rima mejor leída en cantonés que en mandarín.

### Distribución
El cantonés estándar y las variedades relacionadas con 70 millones de hablantes constituyen el grupo más meridional de lenguas siníticas y el tercero por número de hablantes tras el mandarín y del wu. El cantonés se habla principalmente en la provincia de Cantón (Guangdong) y en las regiones administrativas especiales de Hong Kong y Macao. Las primeras comunidades chinas que se establecieron en países occidentales como, Estados Unidos, Australia o el Reino Unido procedían de esta zona del sur de China. Esto hizo que el cantonés fuera durante mucho tiempo el idioma principal en los chinatowns de las grandes ciudades de estos países.

### Uso
El cantonés puede representarse de forma escrita utilizando algunos caracteres chinos que no existen en mandarín, y reutilizando otros con significados diferentes. El cantonés escrito se utiliza, sin embargo, solo en situaciones informales, como cartas entre amigos, foros de Internet o algunas formas de literatura popular. En situaciones formales el chino escrito sigue las normas del mandarín.
En Hong Kong y Macao si bien el cantonés se usa coloquialmente tiene un uso más restringido en situaciones formales como discursos políticos y en emisoras de radio y televisión. En esas situaciones formales, el idioma utilizado no es cantonés coloquial, sino mandarín con una lectura cantonesa de los caracteres.[cita requerida]

## Historia

### Relación con el chino clásico o medio
Considerando que la pronunciación de todas las variedades modernas del chino son diferentes del chino clásico o chino medio, los caracteres que alguna vez rimaron en poesías tal vez ya no lo hagan hoy en día. Algunos lingüistas coinciden en que el cantonés es más cercano al chino clásico en su pronunciación y gramática. Muchos poemas que no riman en mandarín, sí lo hacen en cantonés. El cantonés mantiene un sabor al chino arcaico y antiguo, y este ha sido usado para estudiar la antigua cultura china.

#### Qin y Han
Durante la dinastía Qin, las tropas chinas avanzaron hacia el sur y conquistaron territorios Baiyue, y muchos chinos comenzaron a asentarse en el área de Lingan. Esta migración hizo que el chino comenzara a ser hablado en el área. Luego de que Zhao Tuo fuese nombrado Duque de Nayue por la dinastía Qin y recibido la autoridad sobre la zona de Nanyue, muchos chinos entraron en la zona y convivieron con su población, influyendo en el estilo de vida de la gente y estimulando el uso del idioma chino.

#### Sui
Durante la dinastía Sui, el norte de China estuvo en un período de guerra y descontento, y mucha gente emigró hacia el sur para evitar la guerra, haciendo así la primera migración masiva del pueblo Han hacia el sur. A medida que la población en el área de Lingan creció en forma dramática, el idioma chino se desarrolló en forma significativa en el sur. Fue así que el idioma lingnan comenzó a desarrollar diferencias más significativas con el chino central.

#### Tang
La pronunciación y vocabulario del cantonés son muy similares al idioma oficial de la dinastía Tang. Dialectólogos creen que los inmigrantes y oficiales exiliados del corazón del Tang llevaron consigo el dialecto a Guangdong. Su ubicación remota y el transporte ineficiente a Guangdong crearon un ambiente en el cual el idioma se mantuvo casi intacto hasta su llegada.

#### Song, Yuan, Ming y Qing
En la dinastía Song, las diferencias entre el chino central y el cantonés se volvieron aún más significativas, y los idiomas se volvieron más independientes uno de otro. Esta tendencia continuó durante las dinastías Yuan y Ming.

#### Qing
A finales de la época Qing, la dinastía había pasado por una prohibición marítima bajo el Haijin. Cantón fue una de las pocas ciudades a las que les fue permitida el comercio con otros países, dado que la cámara de comercio había sido establecida allí. Por lo tanto, algunos extranjeros aprendieron cantonés y algunos miembros del gobierno imperial hablaban un dialecto cantonés de yué, haciendo al idioma muy popular en Cantón. Además, el control Europeo de Macao y Hong Kong aumentaron la exposición del cantonés al mundo.

#### SigloXX
En 1912, luego de la caída de la dinastía Qing, líderes revolucionarios, incluyendo a Sun Yat-sen se reunieron para elegir un nuevo idioma nacional para reemplazar al chino clásico. El Mandarín Putonghua era en ese entonces un dialecto del norte hablado por oficiales manchúes. Muchos lo percibían como una 'forma impura' del chino. Se dice que el cantonés perdió la votación con el Putonghua por un pequeño margen, aunque algunos historiadores discrepan de esto último.
La popularidad de la prensa en cantonés, el Cantopop y la industria cinematográfica de Hong Kong, han llevado a una exposición sustancial del cantonés en China y el resto de Asia. En China continental, la política nacional es de promover el Putonghua. Mientras que el gobierno no prohíbe la promoción de la cultura e idioma cantoneses locales, no la apoya. Existen reportes noticiosos esporádicos de niños que son castigados por hablar cantonés en las escuelas.

## Dialectos
| Grupos dialectales del pinghua y del yue, según el Atlas lingüístico de China'' Gou-Lou Guangfu Siyi Gao–Yang Wu-Hua Qin-Lian Yong-Xun Guibei (pinghua del Norte) Guinan (pinghua del Sur) |

El cantonés incluye muchos dialectos. En la clasificación de J.M. Campbell, se mencionan los siguientes:
- Yuehai (粵海話) o Guangfu (廣府話), ejemplificado por el cantonés (广州话), hablado en Cantón y áreas circundantes, Zhongshan, Wuzhou, y Foshan, así como Hong Kong y Macao;
- chino siyi (四邑話 Seiyap), ejemplificado por el toisanés (台山話), o taishanés, y que fue hablado en todos los barrios chinos de EE. UU. antes de ca 1970;
- Gao–Yang (高陽話), hablado en Yangjiang;
- Wu–Hua (吳化話 Ngfaa), hablado principalmente al oeste Guangdong;
- Gou–Lou (勾漏話 Ngaulau), hablado al oeste de Guangdong y el este de Guangxi, que incluye el dialecto Yulin, Guangxi;
- Yong–Xun (邕潯話 Jungcam), hablado principalmente en Guangxi y su capital Nanning;
- Qin–Lian (欽廉話 Jamlim), hablado al sur de Guangxi, que incluye el dialecto de Beihai;
- Danzhou (儋州話), que incluye el dialecto de Changjiang
- Haihua (海話), el dialecto de Lianjiang
- Dongguan (東莞話), hablado solo por los nativos de Dongguan

### Subdivisión del cantonés
|  | Cantonés (Guangzhou, Hong Kong y Macao) |
|  |                                         |

|  | dialecto Danjia |
|  |                 |

|  | dialecto Nanhai   |
|  |                   |
|  | dialecto Jiujiang |
|  |                   |
|  | dialecto Xiqiao   |
|  |                   |
|  | dialecto Panyu    |
|  |                   |
|  | dialecto Shunde   |
|  |                   |

|  | dialecto Shiqi |
|  |                |

|  | Cantonés (Guangzhou, Hong Kong y Macao) |
|  |                                         |

|  | dialecto Danjia |
|  |                 |

|  | dialecto Nanhai   |
|  |                   |
|  | dialecto Jiujiang |
|  |                   |
|  | dialecto Xiqiao   |
|  |                   |
|  | dialecto Panyu    |
|  |                   |
|  | dialecto Shunde   |
|  |                   |

|  | dialecto Shiqi |
|  |                |

| Guanbao | \| \| dialecto Dongguan \| \| \| \| \| \| dialecto Bao'an (Weitou) \| \| \| \| |
|         | \| \| dialecto Dongguan \| \| \| \| \| \| dialecto Bao'an (Weitou) \| \| \| \| |
|         | dialecto Dongguan                                                              |
|         |                                                                                |
|         | dialecto Bao'an (Weitou)                                                       |
|         |                                                                                |

|  | dialecto Dongguan        |
|  |                          |
|  | dialecto Bao'an (Weitou) |
|  |                          |

|  | Cantonés (Guangzhou, Hong Kong y Macao) |
|  |                                         |

|  | dialecto Danjia |
|  |                 |

|  | dialecto Nanhai   |
|  |                   |
|  | dialecto Jiujiang |
|  |                   |
|  | dialecto Xiqiao   |
|  |                   |
|  | dialecto Panyu    |
|  |                   |
|  | dialecto Shunde   |
|  |                   |

|  | dialecto Shiqi |
|  |                |

|  | Cantonés (Guangzhou, Hong Kong y Macao) |
|  |                                         |

|  | dialecto Danjia |
|  |                 |

|  | dialecto Nanhai   |
|  |                   |
|  | dialecto Jiujiang |
|  |                   |
|  | dialecto Xiqiao   |
|  |                   |
|  | dialecto Panyu    |
|  |                   |
|  | dialecto Shunde   |
|  |                   |

|  | dialecto Shiqi |
|  |                |

| Guanbao | \| \| dialecto Dongguan \| \| \| \| \| \| dialecto Bao'an (Weitou) \| \| \| \| |
|         | \| \| dialecto Dongguan \| \| \| \| \| \| dialecto Bao'an (Weitou) \| \| \| \| |
|         | dialecto Dongguan                                                              |
|         |                                                                                |
|         | dialecto Bao'an (Weitou)                                                       |
|         |                                                                                |

|  | dialecto Dongguan        |
|  |                          |
|  | dialecto Bao'an (Weitou) |
|  |                          |

| Siyi (Seiyap) | \| \| Toisanés \| \| \| \| \| \| dialecto Siqian \| \| \| \| |
|               | \| \| Toisanés \| \| \| \| \| \| dialecto Siqian \| \| \| \| |
|               | Toisanés                                                     |
|               |                                                              |
|               | dialecto Siqian                                              |
|               |                                                              |

|  | Toisanés        |
|  |                 |
|  | dialecto Siqian |
|  |                 |

|  | dialecto Luoguang |
|  |                   |

| Gaoyang | \| \| dialecto Gaozhou \| \| \| \| \| \| dialecto Yangjiang \| \| \| \| |
|         | \| \| dialecto Gaozhou \| \| \| \| \| \| dialecto Yangjiang \| \| \| \| |
|         | dialecto Gaozhou                                                        |
|         |                                                                         |
|         | dialecto Yangjiang                                                      |
|         |                                                                         |

|  | dialecto Gaozhou   |
|  |                    |
|  | dialecto Yangjiang |
|  |                    |

|  | dialecto Wuchuan (Wuzhou) |
|  |                           |

| Yongxun (Jungcam) | \| \| dialecto Nanning \| \| \| \| \| \| dialecto Yongning \| \| \| \| |
|                   | \| \| dialecto Nanning \| \| \| \| \| \| dialecto Yongning \| \| \| \| |
|                   | dialecto Nanning                                                       |
|                   |                                                                        |
|                   | dialecto Yongning                                                      |
|                   |                                                                        |

|  | dialecto Nanning  |
|  |                   |
|  | dialecto Yongning |
|  |                   |

| Goulou (Ngaulau) | \| \| dialecto Yulin \| \| \| \| |
|                  | \| \| dialecto Yulin \| \| \| \| |
|                  | dialecto Yulin                   |
|                  |                                  |

|  | dialecto Yulin |
|  |                |

| Qinlian (Jamlim) | \| \| dialecto Qinzhou \| \| \| \| \| \| dialecto Lianzhou (Beihai) \| \| \| \| |
|                  | \| \| dialecto Qinzhou \| \| \| \| \| \| dialecto Lianzhou (Beihai) \| \| \| \| |
|                  | dialecto Qinzhou                                                                |
|                  |                                                                                 |
|                  | dialecto Lianzhou (Beihai)                                                      |
|                  |                                                                                 |

|  | dialecto Qinzhou           |
|  |                            |
|  | dialecto Lianzhou (Beihai) |
|  |                            |

| ? Hainan (Hai) | \| \| Danzhouhua \| \| \| \| \| \| dialecto Mai \| \| \| \| |
|                | \| \| Danzhouhua \| \| \| \| \| \| dialecto Mai \| \| \| \| |
|                | Danzhouhua                                                  |
|                |                                                             |
|                | dialecto Mai                                                |
|                |                                                             |

|  | Danzhouhua   |
|  |              |
|  | dialecto Mai |
|  |              |

|  | Cantonés (Guangzhou, Hong Kong y Macao) |
|  |                                         |

|  | dialecto Danjia |
|  |                 |

|  | dialecto Nanhai   |
|  |                   |
|  | dialecto Jiujiang |
|  |                   |
|  | dialecto Xiqiao   |
|  |                   |
|  | dialecto Panyu    |
|  |                   |
|  | dialecto Shunde   |
|  |                   |

|  | dialecto Shiqi |
|  |                |

|  | Cantonés (Guangzhou, Hong Kong y Macao) |
|  |                                         |

|  | dialecto Danjia |
|  |                 |

|  | dialecto Nanhai   |
|  |                   |
|  | dialecto Jiujiang |
|  |                   |
|  | dialecto Xiqiao   |
|  |                   |
|  | dialecto Panyu    |
|  |                   |
|  | dialecto Shunde   |
|  |                   |

|  | dialecto Shiqi |
|  |                |

| Guanbao | \| \| dialecto Dongguan \| \| \| \| \| \| dialecto Bao'an (Weitou) \| \| \| \| |
|         | \| \| dialecto Dongguan \| \| \| \| \| \| dialecto Bao'an (Weitou) \| \| \| \| |
|         | dialecto Dongguan                                                              |
|         |                                                                                |
|         | dialecto Bao'an (Weitou)                                                       |
|         |                                                                                |

|  | dialecto Dongguan        |
|  |                          |
|  | dialecto Bao'an (Weitou) |
|  |                          |

|  | Cantonés (Guangzhou, Hong Kong y Macao) |
|  |                                         |

|  | dialecto Danjia |
|  |                 |

|  | dialecto Nanhai   |
|  |                   |
|  | dialecto Jiujiang |
|  |                   |
|  | dialecto Xiqiao   |
|  |                   |
|  | dialecto Panyu    |
|  |                   |
|  | dialecto Shunde   |
|  |                   |

|  | dialecto Shiqi |
|  |                |

|  | Cantonés (Guangzhou, Hong Kong y Macao) |
|  |                                         |

|  | dialecto Danjia |
|  |                 |

|  | dialecto Nanhai   |
|  |                   |
|  | dialecto Jiujiang |
|  |                   |
|  | dialecto Xiqiao   |
|  |                   |
|  | dialecto Panyu    |
|  |                   |
|  | dialecto Shunde   |
|  |                   |

|  | dialecto Shiqi |
|  |                |

| Guanbao | \| \| dialecto Dongguan \| \| \| \| \| \| dialecto Bao'an (Weitou) \| \| \| \| |
|         | \| \| dialecto Dongguan \| \| \| \| \| \| dialecto Bao'an (Weitou) \| \| \| \| |
|         | dialecto Dongguan                                                              |
|         |                                                                                |
|         | dialecto Bao'an (Weitou)                                                       |
|         |                                                                                |

|  | dialecto Dongguan        |
|  |                          |
|  | dialecto Bao'an (Weitou) |
|  |                          |

| Siyi (Seiyap) | \| \| Toisanés \| \| \| \| \| \| dialecto Siqian \| \| \| \| |
|               | \| \| Toisanés \| \| \| \| \| \| dialecto Siqian \| \| \| \| |
|               | Toisanés                                                     |
|               |                                                              |
|               | dialecto Siqian                                              |
|               |                                                              |

|  | Toisanés        |
|  |                 |
|  | dialecto Siqian |
|  |                 |

|  | dialecto Luoguang |
|  |                   |

| Gaoyang | \| \| dialecto Gaozhou \| \| \| \| \| \| dialecto Yangjiang \| \| \| \| |
|         | \| \| dialecto Gaozhou \| \| \| \| \| \| dialecto Yangjiang \| \| \| \| |
|         | dialecto Gaozhou                                                        |
|         |                                                                         |
|         | dialecto Yangjiang                                                      |
|         |                                                                         |

|  | dialecto Gaozhou   |
|  |                    |
|  | dialecto Yangjiang |
|  |                    |

|  | dialecto Wuchuan (Wuzhou) |
|  |                           |

| Yongxun (Jungcam) | \| \| dialecto Nanning \| \| \| \| \| \| dialecto Yongning \| \| \| \| |
|                   | \| \| dialecto Nanning \| \| \| \| \| \| dialecto Yongning \| \| \| \| |
|                   | dialecto Nanning                                                       |
|                   |                                                                        |
|                   | dialecto Yongning                                                      |
|                   |                                                                        |

|  | dialecto Nanning  |
|  |                   |
|  | dialecto Yongning |
|  |                   |

| Goulou (Ngaulau) | \| \| dialecto Yulin \| \| \| \| |
|                  | \| \| dialecto Yulin \| \| \| \| |
|                  | dialecto Yulin                   |
|                  |                                  |

|  | dialecto Yulin |
|  |                |

| Qinlian (Jamlim) | \| \| dialecto Qinzhou \| \| \| \| \| \| dialecto Lianzhou (Beihai) \| \| \| \| |
|                  | \| \| dialecto Qinzhou \| \| \| \| \| \| dialecto Lianzhou (Beihai) \| \| \| \| |
|                  | dialecto Qinzhou                                                                |
|                  |                                                                                 |
|                  | dialecto Lianzhou (Beihai)                                                      |
|                  |                                                                                 |

|  | dialecto Qinzhou           |
|  |                            |
|  | dialecto Lianzhou (Beihai) |
|  |                            |

| ? Hainan (Hai) | \| \| Danzhouhua \| \| \| \| \| \| dialecto Mai \| \| \| \| |
|                | \| \| Danzhouhua \| \| \| \| \| \| dialecto Mai \| \| \| \| |
|                | Danzhouhua                                                  |
|                |                                                             |
|                | dialecto Mai                                                |
|                |                                                             |

|  | Danzhouhua   |
|  |              |
|  | dialecto Mai |
|  |              |

| ? Pinghua (Ping) | \| \| dialecto Guibei \| \| \| \| \| \| dialecto Guinan \| \| \| \| |
|                  | \| \| dialecto Guibei \| \| \| \| \| \| dialecto Guinan \| \| \| \| |
|                  | dialecto Guibei                                                     |
|                  |                                                                     |
|                  | dialecto Guinan                                                     |
|                  |                                                                     |

|  | dialecto Guibei |
|  |                 |
|  | dialecto Guinan |
|  |                 |

|  | Cantonés (Guangzhou, Hong Kong y Macao) |
|  |                                         |

|  | dialecto Danjia |
|  |                 |

|  | dialecto Nanhai   |
|  |                   |
|  | dialecto Jiujiang |
|  |                   |
|  | dialecto Xiqiao   |
|  |                   |
|  | dialecto Panyu    |
|  |                   |
|  | dialecto Shunde   |
|  |                   |

|  | dialecto Shiqi |
|  |                |

|  | Cantonés (Guangzhou, Hong Kong y Macao) |
|  |                                         |

|  | dialecto Danjia |
|  |                 |

|  | dialecto Nanhai   |
|  |                   |
|  | dialecto Jiujiang |
|  |                   |
|  | dialecto Xiqiao   |
|  |                   |
|  | dialecto Panyu    |
|  |                   |
|  | dialecto Shunde   |
|  |                   |

|  | dialecto Shiqi |
|  |                |

| Guanbao | \| \| dialecto Dongguan \| \| \| \| \| \| dialecto Bao'an (Weitou) \| \| \| \| |
|         | \| \| dialecto Dongguan \| \| \| \| \| \| dialecto Bao'an (Weitou) \| \| \| \| |
|         | dialecto Dongguan                                                              |
|         |                                                                                |
|         | dialecto Bao'an (Weitou)                                                       |
|         |                                                                                |

|  | dialecto Dongguan        |
|  |                          |
|  | dialecto Bao'an (Weitou) |
|  |                          |

|  | Cantonés (Guangzhou, Hong Kong y Macao) |
|  |                                         |

|  | dialecto Danjia |
|  |                 |

|  | dialecto Nanhai   |
|  |                   |
|  | dialecto Jiujiang |
|  |                   |
|  | dialecto Xiqiao   |
|  |                   |
|  | dialecto Panyu    |
|  |                   |
|  | dialecto Shunde   |
|  |                   |

|  | dialecto Shiqi |
|  |                |

|  | Cantonés (Guangzhou, Hong Kong y Macao) |
|  |                                         |

|  | dialecto Danjia |
|  |                 |

|  | dialecto Nanhai   |
|  |                   |
|  | dialecto Jiujiang |
|  |                   |
|  | dialecto Xiqiao   |
|  |                   |
|  | dialecto Panyu    |
|  |                   |
|  | dialecto Shunde   |
|  |                   |

|  | dialecto Shiqi |
|  |                |

| Guanbao | \| \| dialecto Dongguan \| \| \| \| \| \| dialecto Bao'an (Weitou) \| \| \| \| |
|         | \| \| dialecto Dongguan \| \| \| \| \| \| dialecto Bao'an (Weitou) \| \| \| \| |
|         | dialecto Dongguan                                                              |
|         |                                                                                |
|         | dialecto Bao'an (Weitou)                                                       |
|         |                                                                                |

|  | dialecto Dongguan        |
|  |                          |
|  | dialecto Bao'an (Weitou) |
|  |                          |

| Siyi (Seiyap) | \| \| Toisanés \| \| \| \| \| \| dialecto Siqian \| \| \| \| |
|               | \| \| Toisanés \| \| \| \| \| \| dialecto Siqian \| \| \| \| |
|               | Toisanés                                                     |
|               |                                                              |
|               | dialecto Siqian                                              |
|               |                                                              |

|  | Toisanés        |
|  |                 |
|  | dialecto Siqian |
|  |                 |

|  | dialecto Luoguang |
|  |                   |

| Gaoyang | \| \| dialecto Gaozhou \| \| \| \| \| \| dialecto Yangjiang \| \| \| \| |
|         | \| \| dialecto Gaozhou \| \| \| \| \| \| dialecto Yangjiang \| \| \| \| |
|         | dialecto Gaozhou                                                        |
|         |                                                                         |
|         | dialecto Yangjiang                                                      |
|         |                                                                         |

|  | dialecto Gaozhou   |
|  |                    |
|  | dialecto Yangjiang |
|  |                    |

|  | dialecto Wuchuan (Wuzhou) |
|  |                           |

| Yongxun (Jungcam) | \| \| dialecto Nanning \| \| \| \| \| \| dialecto Yongning \| \| \| \| |
|                   | \| \| dialecto Nanning \| \| \| \| \| \| dialecto Yongning \| \| \| \| |
|                   | dialecto Nanning                                                       |
|                   |                                                                        |
|                   | dialecto Yongning                                                      |
|                   |                                                                        |

|  | dialecto Nanning  |
|  |                   |
|  | dialecto Yongning |
|  |                   |

| Goulou (Ngaulau) | \| \| dialecto Yulin \| \| \| \| |
|                  | \| \| dialecto Yulin \| \| \| \| |
|                  | dialecto Yulin                   |
|                  |                                  |

|  | dialecto Yulin |
|  |                |

| Qinlian (Jamlim) | \| \| dialecto Qinzhou \| \| \| \| \| \| dialecto Lianzhou (Beihai) \| \| \| \| |
|                  | \| \| dialecto Qinzhou \| \| \| \| \| \| dialecto Lianzhou (Beihai) \| \| \| \| |
|                  | dialecto Qinzhou                                                                |
|                  |                                                                                 |
|                  | dialecto Lianzhou (Beihai)                                                      |
|                  |                                                                                 |

|  | dialecto Qinzhou           |
|  |                            |
|  | dialecto Lianzhou (Beihai) |
|  |                            |

| ? Hainan (Hai) | \| \| Danzhouhua \| \| \| \| \| \| dialecto Mai \| \| \| \| |
|                | \| \| Danzhouhua \| \| \| \| \| \| dialecto Mai \| \| \| \| |
|                | Danzhouhua                                                  |
|                |                                                             |
|                | dialecto Mai                                                |
|                |                                                             |

|  | Danzhouhua   |
|  |              |
|  | dialecto Mai |
|  |              |

|  | Cantonés (Guangzhou, Hong Kong y Macao) |
|  |                                         |

|  | dialecto Danjia |
|  |                 |

|  | dialecto Nanhai   |
|  |                   |
|  | dialecto Jiujiang |
|  |                   |
|  | dialecto Xiqiao   |
|  |                   |
|  | dialecto Panyu    |
|  |                   |
|  | dialecto Shunde   |
|  |                   |

|  | dialecto Shiqi |
|  |                |

|  | Cantonés (Guangzhou, Hong Kong y Macao) |
|  |                                         |

|  | dialecto Danjia |
|  |                 |

|  | dialecto Nanhai   |
|  |                   |
|  | dialecto Jiujiang |
|  |                   |
|  | dialecto Xiqiao   |
|  |                   |
|  | dialecto Panyu    |
|  |                   |
|  | dialecto Shunde   |
|  |                   |

|  | dialecto Shiqi |
|  |                |

| Guanbao | \| \| dialecto Dongguan \| \| \| \| \| \| dialecto Bao'an (Weitou) \| \| \| \| |
|         | \| \| dialecto Dongguan \| \| \| \| \| \| dialecto Bao'an (Weitou) \| \| \| \| |
|         | dialecto Dongguan                                                              |
|         |                                                                                |
|         | dialecto Bao'an (Weitou)                                                       |
|         |                                                                                |

|  | dialecto Dongguan        |
|  |                          |
|  | dialecto Bao'an (Weitou) |
|  |                          |

|  | Cantonés (Guangzhou, Hong Kong y Macao) |
|  |                                         |

|  | dialecto Danjia |
|  |                 |

|  | dialecto Nanhai   |
|  |                   |
|  | dialecto Jiujiang |
|  |                   |
|  | dialecto Xiqiao   |
|  |                   |
|  | dialecto Panyu    |
|  |                   |
|  | dialecto Shunde   |
|  |                   |

|  | dialecto Shiqi |
|  |                |

|  | Cantonés (Guangzhou, Hong Kong y Macao) |
|  |                                         |

|  | dialecto Danjia |
|  |                 |

|  | dialecto Nanhai   |
|  |                   |
|  | dialecto Jiujiang |
|  |                   |
|  | dialecto Xiqiao   |
|  |                   |
|  | dialecto Panyu    |
|  |                   |
|  | dialecto Shunde   |
|  |                   |

|  | dialecto Shiqi |
|  |                |

| Guanbao | \| \| dialecto Dongguan \| \| \| \| \| \| dialecto Bao'an (Weitou) \| \| \| \| |
|         | \| \| dialecto Dongguan \| \| \| \| \| \| dialecto Bao'an (Weitou) \| \| \| \| |
|         | dialecto Dongguan                                                              |
|         |                                                                                |
|         | dialecto Bao'an (Weitou)                                                       |
|         |                                                                                |

|  | dialecto Dongguan        |
|  |                          |
|  | dialecto Bao'an (Weitou) |
|  |                          |

| Siyi (Seiyap) | \| \| Toisanés \| \| \| \| \| \| dialecto Siqian \| \| \| \| |
|               | \| \| Toisanés \| \| \| \| \| \| dialecto Siqian \| \| \| \| |
|               | Toisanés                                                     |
|               |                                                              |
|               | dialecto Siqian                                              |
|               |                                                              |

|  | Toisanés        |
|  |                 |
|  | dialecto Siqian |
|  |                 |

|  | dialecto Luoguang |
|  |                   |

| Gaoyang | \| \| dialecto Gaozhou \| \| \| \| \| \| dialecto Yangjiang \| \| \| \| |
|         | \| \| dialecto Gaozhou \| \| \| \| \| \| dialecto Yangjiang \| \| \| \| |
|         | dialecto Gaozhou                                                        |
|         |                                                                         |
|         | dialecto Yangjiang                                                      |
|         |                                                                         |

|  | dialecto Gaozhou   |
|  |                    |
|  | dialecto Yangjiang |
|  |                    |

|  | dialecto Wuchuan (Wuzhou) |
|  |                           |

| Yongxun (Jungcam) | \| \| dialecto Nanning \| \| \| \| \| \| dialecto Yongning \| \| \| \| |
|                   | \| \| dialecto Nanning \| \| \| \| \| \| dialecto Yongning \| \| \| \| |
|                   | dialecto Nanning                                                       |
|                   |                                                                        |
|                   | dialecto Yongning                                                      |
|                   |                                                                        |

|  | dialecto Nanning  |
|  |                   |
|  | dialecto Yongning |
|  |                   |

| Goulou (Ngaulau) | \| \| dialecto Yulin \| \| \| \| |
|                  | \| \| dialecto Yulin \| \| \| \| |
|                  | dialecto Yulin                   |
|                  |                                  |

|  | dialecto Yulin |
|  |                |

| Qinlian (Jamlim) | \| \| dialecto Qinzhou \| \| \| \| \| \| dialecto Lianzhou (Beihai) \| \| \| \| |
|                  | \| \| dialecto Qinzhou \| \| \| \| \| \| dialecto Lianzhou (Beihai) \| \| \| \| |
|                  | dialecto Qinzhou                                                                |
|                  |                                                                                 |
|                  | dialecto Lianzhou (Beihai)                                                      |
|                  |                                                                                 |

|  | dialecto Qinzhou           |
|  |                            |
|  | dialecto Lianzhou (Beihai) |
|  |                            |

| ? Hainan (Hai) | \| \| Danzhouhua \| \| \| \| \| \| dialecto Mai \| \| \| \| |
|                | \| \| Danzhouhua \| \| \| \| \| \| dialecto Mai \| \| \| \| |
|                | Danzhouhua                                                  |
|                |                                                             |
|                | dialecto Mai                                                |
|                |                                                             |

|  | Danzhouhua   |
|  |              |
|  | dialecto Mai |
|  |              |

| ? Pinghua (Ping) | \| \| dialecto Guibei \| \| \| \| \| \| dialecto Guinan \| \| \| \| |
|                  | \| \| dialecto Guibei \| \| \| \| \| \| dialecto Guinan \| \| \| \| |
|                  | dialecto Guibei                                                     |
|                  |                                                                     |
|                  | dialecto Guinan                                                     |
|                  |                                                                     |

|  | dialecto Guibei |
|  |                 |
|  | dialecto Guinan |
|  |                 |

## Comparación léxica
Los numerales en diferentes variedades de chino cantonés son:
| GLOSA | Cantonés | Toisanés  | PROTO- CANTONÉS |
| ----- | -------- | --------- | --------------- |
| '1'   | jɐt5     | zit~it55  | *jit5           |
| '2'   | i22      | ᵑgei~ŋi31 | *ᵑgi2?          |
| '3'   | sam53    | ɬam33     | *sam53          |
| '4'   | sei33    | ɬei33     | *sei33          |
| '5'   | m̩13      | m̩~ŋ̩ 55    | *m̩~ŋ̩            |
| '6'   | lok2     | løk21     | *ljok21         |
| '7'   | tsʰɐt5   | tʰit55    | *tsʰit5         |
| '8'   | pat3     | pat3      | *pat3           |
| '9'   | kɐu35    | kiu3      | *kjau3          |
| '10'  | sɐp2     | sip21     | *sip2           |

## Fonología

Distribución del yue y otros subgrupos del chino en Asia oriental.

Las variedades yue se encuentran entre las más conservadoras de las variedades chinas en lo que respecta a las consonantes finales y las categorías tonales del chino medio, por lo que las rimas de la poesía Tang son más claras en los dialectos yue que en otros lugares. Sin embargo, han perdido varias distinciones en las consonantes iniciales y las vocales mediales que otras variedades chinas han conservado.

### Iniciales y mediales
Además de las iniciales sordas aspiradas y no aspiradas, el chino medio tenía una serie de iniciales sonoras, pero la sonoridad se ha perdido en el yue y en la mayoría de las variedades chinas modernas, aparte del wu y el xiang antiguo.
En los subgrupos Guangfu, Siyi y Gao-Yang, estas iniciales han dado consonantes aspiradas en los tonos nivelados y ascendentes, y consonantes no aspiradas en los tonos salientes y entrantes.
Estas iniciales son uniformemente no aspiradas en las variedades Gou-Lou y uniformemente aspiradas en Wu-Hua.
En muchas variedades yue, incluido el cantonés, el chino medio /kʰ/ se ha convertido en [h] o [f] en la mayoría de las palabras; en el taishanés, /tʰ/ también ha cambiado a [h], por ejemplo, en el nombre nativo del dialecto, "Hoisan".
En Siyi y Gao-Yang oriental, el chino medio /s/ se ha convertido en una fricativa lateral sorda. [ɬ].
La mayoría de las variedades yue han fusionado las sibilantes retrofleja del chino medio con las sibilantes alveolar, en contraste con los dialectos mandarín, que en general han mantenido la distinción. Por ejemplo, las palabras 將 jiāng y 張 zhāng se distinguen en mandarín, pero en cantonés moderno ambas se pronuncian como jēung.
Muchas variedades del mandarín, incluido el dialecto de Pekín, tienen una tercera serie sibilante, formada por la fusión de sibilantes alveolares palatalizadas y velares, pero se trata de una innovación reciente, que no ha afectado al yue ni a otras variedades chinas. Por ejemplo, 晶, 精, 經 y 京 se pronuncian como jīng en mandarín, pero en cantonés el primer par se pronuncia jīng, mientras que el segundo par se pronuncia gīng. La primera pronunciación se refleja en romanizaciones históricas del mandarín, como "Pekín" para Beijing, "Kiangsi" para Jiangxi, y "Tientsin" para Tianjin.
Algunos hablantes de yue, como muchos cantoneses de Hong Kong nacidos después de la Segunda Guerra Mundial, fusionan /n/ con /l/, pero el taishanés y la mayoría de las demás variedades yue conservan la distinción.
Los cantoneses más jóvenes tampoco suelen distinguir entre ŋ y la inicial cero, aunque esta distinción se mantiene en la mayoría de los dialectos yue.
Las variedades yue conservan la inicial /m/ en palabras en las que el chino medio tardío muestra un cambio a una consonante labiodental, que en la mayoría de las variedades septentrionales del chino se realiza como [w]}.
Las nasales pueden ser sílabas independientes en palabras yue, por ejemplo, en cantonés 五 ńgh cinco, y 唔 m̀h no, aunque el chino medio no tenía sílabas de este tipo.
En la mayoría de las variedades yue (excepto en Tengxian), la medial redondeada /w/ se ha fusionado con la vocal siguiente para formar un monoftongo, excepto después de las iniciales velares.
En la mayoría de los análisis, las velares seguidas de /w/ se tratan como labio-velars..
La mayoría de las variedades yue han conservado la medial palatal del chino medio, pero en cantonés también se ha perdido por la monotongización, dando lugar a una variedad de vocales.

## Vocabulario
Mientras que la mayoría de las variedades chinas forman compuestos formados por un calificativo seguido de un elemento calificado, los dialectos yue pueden utilizar el orden inverso.  Por ejemplo, el chino estándar y la palabra cantonesa más utilizada para "huésped" es en chino, 客人; pinyin, kèrén; literalmente, ‘huésped-persona’, pero los mismos morfemas pueden estar invertidos en cantonés [jɐn ha:k] frente al taishanés [ŋin hak], y Tengxian. [jən hɪk]. Se ha planteado la hipótesis de que esto se debe a la influencia de las lenguas tai, en las que los modificadores normalmente siguen a los sustantivos. Pero es notable que la palabra china estándar para 'mujer casada' (人妻) también sigue la misma estructura. Los marcadores de género de los sustantivos también llevan sufijos, como en otras variedades meridionales.
Algunos dialectos yue, incluido el cantonés, pueden utilizar la misma palabra 邊個, tanto para 'quién' como para 'cuál'. Otros dialectos, incluido el taishanés, usan en chino, 誰; Yale cantonés, sŭe. (cf. mandarín 誰 shéi) para 'quién', y palabras que significan 'cuál' para 'cuál'.